# Floating Production, Storage and Offloading

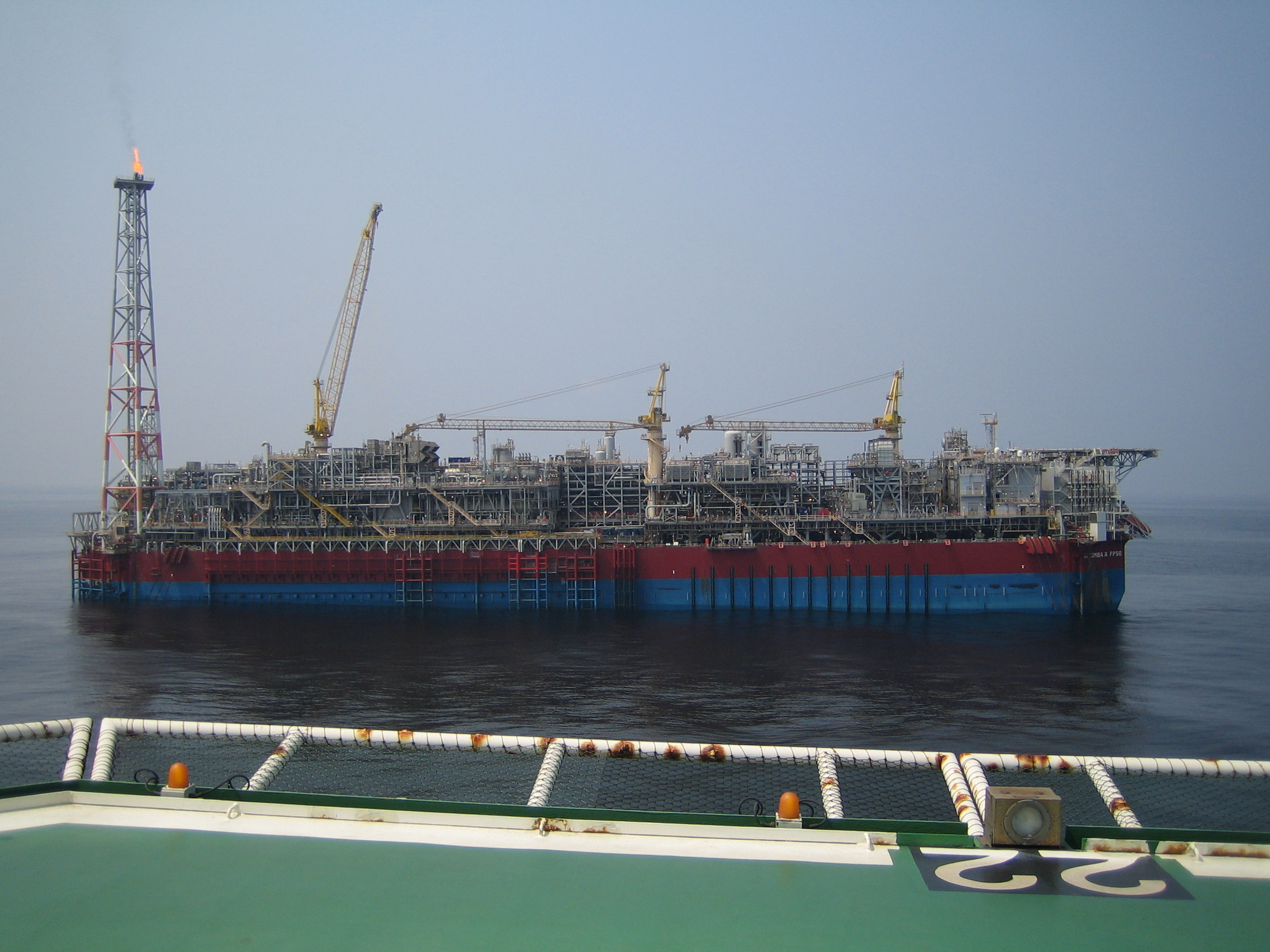
FPSO Kizomba A in productie op Blok 15 voor de kust van Angola

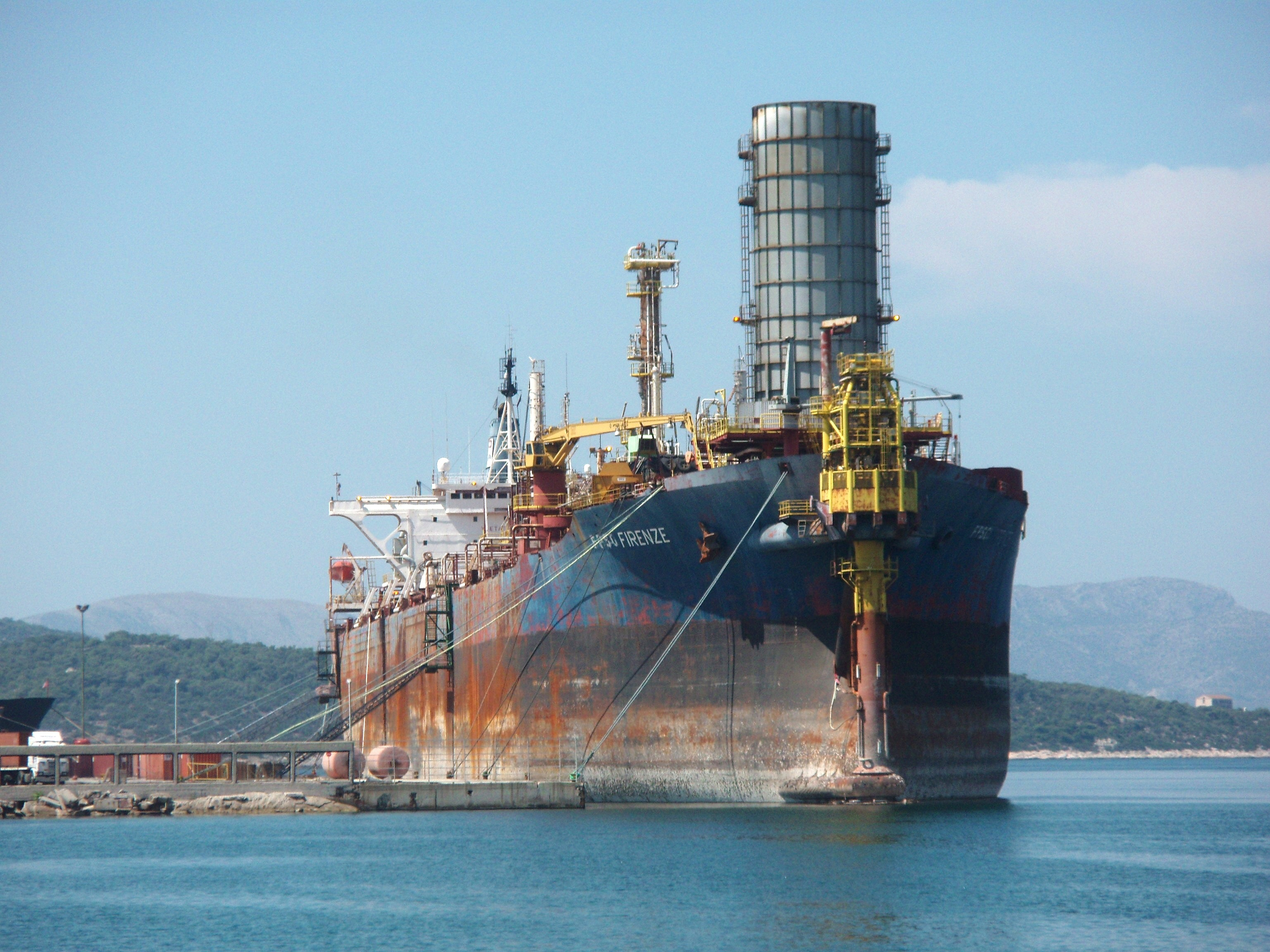
FPSO Firenze

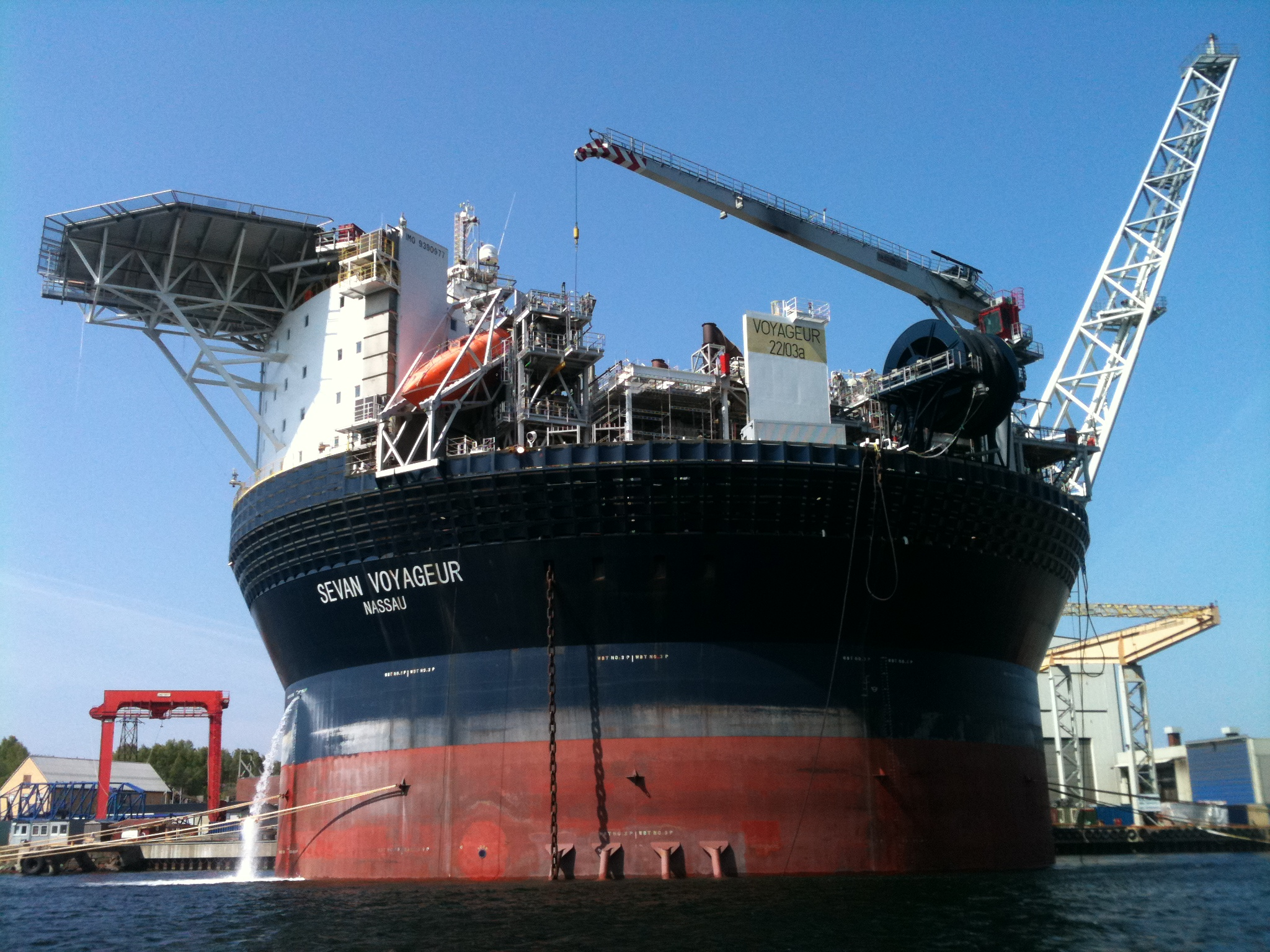
FPSO Sevan Voyageur

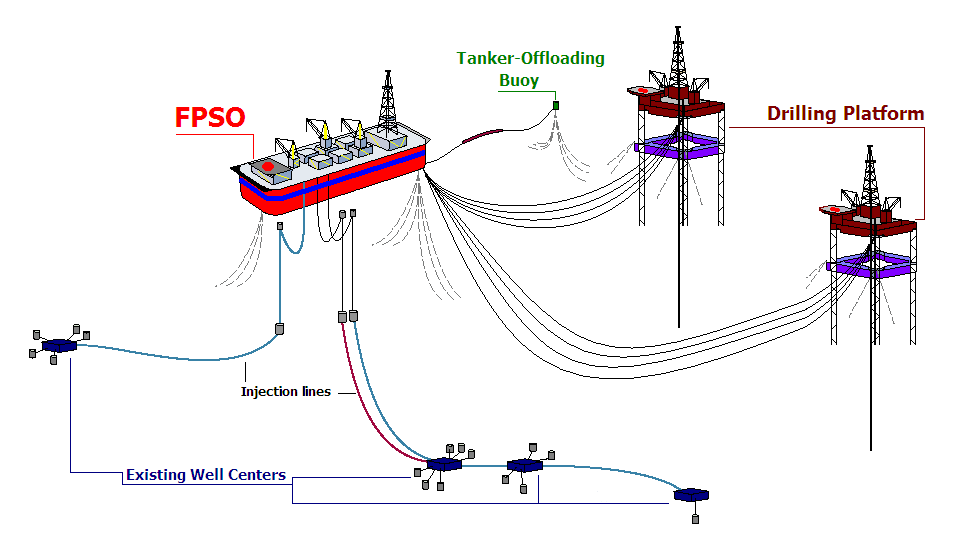
Situatieschets van een FPSO in productie

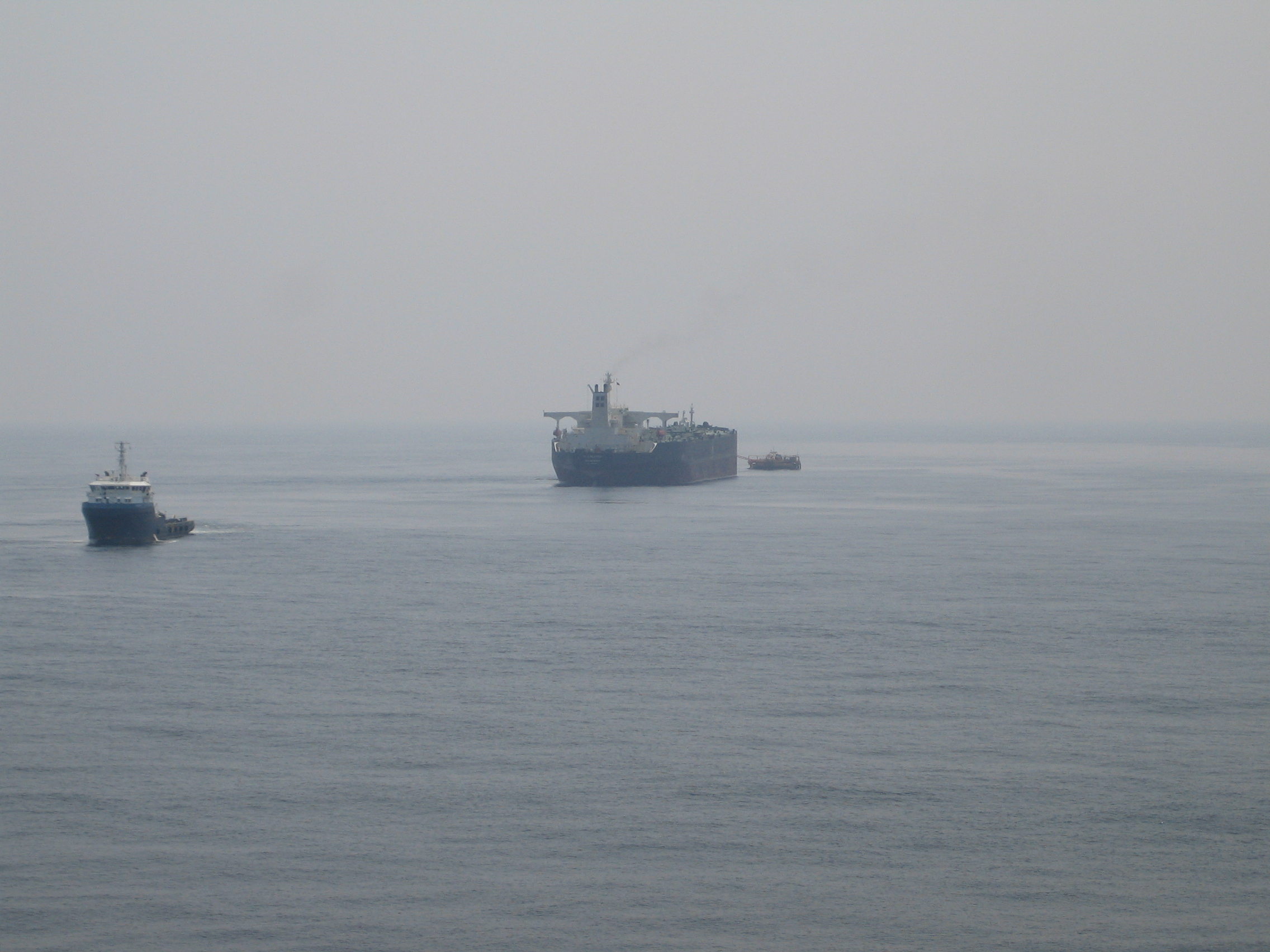
Tanker gekoppeld aan een Oil Offloading Buoy

Floating Production, Storage and Offloading (FPSO) is een drijvend productieplatform dat wordt gebruikt om aardolie en -gas (koolwaterstoffen) te produceren, te behandelen en op te slaan in afwachting van verder transport. Zonder opslagcapaciteit wordt gesproken van FPU of Floating Production Unit. De FPSO is een van de drijvende platforms die het mogelijk maken om op dieper water olie en gas te produceren dan mogelijk is met stalen onderstellen (jackets) of zelfs compliant towers. De andere drijvende platforms zijn het conventioneel afgemeerde halfafzinkbare productieplatform (semisubmersible production platform, semi), het tension-leg platform (TLP) en de spar.
FPSO's komen voor in twee vormen: reeds bestaande olietankers die werden omgebouwd (conversions; zoals FPSO Firenze) en nieuw ontworpen FPSO's (zoals de FPSO's Kizomba A en Sevan Voyageur). Ondanks hun oorspronkelijke scheepsvorm (omgebouwde tankers) zijn nieuw ontworpen FPSO's niet noodzakelijk gebonden aan een bepaalde scheepsvorm. Met zijn ronde vorm is FPSO Sevan Voyageur hiervan een voorbeeld.

## Functie
De functie van een FPSO is om aardolie en - gas te produceren op volle zee, hoofdzakelijk op plaatsen waar de waterdiepte niet of moeilijk toelaat om vaste productieplatformen te installeren steunend op de zeebodem of op plaatsen waar er geen netwerk van pijpleidingen voorhanden is om de koolwaterstoffen aan land te brengen. De specifieke weersomstandigheden in een gegeven gebied kunnen ook aanleiding geven tot het gebruik van een FPSO-ontwerp. Ten slotte kan de FPSO bij uitputting van het reservoir gerecupereerd worden om desnoods op een andere locatie te worden ingeschakeld.
| schrikken (surge) | > 100  |
| verzetten (sway)  | > 100  |
| dompen (heave)    | 5 - 12 |
| slingeren (roll)  | 5 - 30 |
| stampen (pitch)   | 5 - 12 |
| gieren (yaw)      | > 100  |

Van alle drijvende platforms zijn scheepsvormige FPSO's het meest gevoelig voor het effect van zeegang en deining. De meeste golfperiodes van dit golfspectrum liggen tussen de 4 en 6 seconde voor normale zeegang en tot 20-25 seconde voor deining, afhankelijk van het gebied.

## Werkingsmechanisme
Het overgrote deel van de operationele FPSO's is via een systeem van risers, of pijpleidingen opgehangen aan de FPSO, verbonden met een netwerk van flexibele of vaste pijpleidingen en navelstrengen (umbilicals) op de zeebodem. Dit netwerk van pijpleidingen, verspreid over een vaak aanzienlijke oppervlakte op de zeebodem, voert hoofdzakelijk de koolwaterstoffen van de productiebronnen naar de FPSO. In datzelfde netwerk vindt men vaak ook pijpleidingen die geproduceerd water en gas weer injecteren in het reservoir om daar de druk te verhogen en de productie van de productiebronnen op peil te houden. De navelstrengen of umbilicals staan in voor de controle van alle kleppen, pompen en andere instrumenten op de zeebodem via de aanvoer van hydraulische vloeistof, elektriciteit of beide. Verder kunnen allerhande chemische producten in het netwerk worden ingespoten om de karakteristieken van de koolwaterstoffen te wijzigen en het netwerk te beschermen tegen bijvoorbeeld corrosie. 
Na het oppompen van de koolwaterstoffen aan boord van de FPSO vindt er een eerste verwerking plaats waarbij voornamelijk water, zand en (aard)gas worden gescheiden van de ruwe aardolie. De ruwe aardolie wordt opgeslagen in de daarvoor voorziene ruimen in de romp (Storage) terwijl water en aardgas terug geïnjecteerd kunnen worden in het reservoir. 
Voor het transport van de geproduceerde aardolie naar de wal wordt er een beroep gedaan op shuttle tankers of, minder frequent, op een exportpijplijn. Bij het gebruik van shuttle tankers zijn de volgende twee manieren om de aardolie over te pompen van de FPSO de meest voorkomende:
- Tandem offloading: Bij deze methode wordt de tanker direct gekoppeld (in tandem) aan de FPSO.[2]
- Oil Offloading Buoy: De shuttletanker wordt gekoppeld aan een boei die enkele nautische mijlen verwijderd is van de FPSO. Deze boei is verankerd op de zeebodem, ook wel CALM buoys genoemd.[3] Dit staat voor Catenary Anchor Leg Mooring) en staat in verbinding met de FPSO via flexibele pijpleidingen waardoor de aardolie kan overgepompt worden in de tanker. Deze laatste manier vermijdt dat de tankers de FPSO te dicht moeten naderen en al de mogelijke risico's dat dit met zich mee kan brengen (aanvaringen, brand of explosies op de FPSO of tanker)

Een van de grootste fabrikanten en leasemaatschappijen van FPSO's is SBM Offshore.

## Aanverwante types
- FSO
- FDPSO
- FSRU
- LNG FPSO of FLNG

Een FSO of Floating Storage and Offloading is een simpelere versie van een FPSO, zonder productie- of verwerkingscapaciteiten. Een voorbeeld hiervan was de Knock Nevis, ooit het grootste schip ter wereld, dat omgebouwd werd naar een FSO. 
In een FSRU of Floating Storage Regasification Unit wordt vloeibaar aardgas (LNG) tijdelijk opgeslagen in de daarvoor voorziene ruimen alvorens het aardgas aan boord weer gasvormig wordt gemaakt. Het gas wordt daarna via een pijplijn aangesloten op het lokale gasnetwerk om de uiteindelijke klant te bereiken. Een van de eerste schepen van dit type, de FSRU Independence werd in 2014 in Litouwen afgemeerd en zal het land van gas voorzien. 
LNG FPSO's of FLNG's, wat staat voor Liquid Natural Gas Floating Production, Storage and Offloading of Floating Liquefied Natural Gas, zijn FPU's die een gelijkaardig werkingsmechanisme hebben als een FPSO. In tegenstelling tot aardolie zijn deze eenheden gericht op de productie van aardgas en wordt aardgas bovendien vloeibaar gemaakt aan boord en onder lage temperatuur opgeslagen. Dit maakt LNG FPSO's aanzienlijk complexer dan een standaard FPSO. In opdracht van Royal Dutch Shell is de Prelude FLNG in aanbouw. Met zijn lengte van 488m en breedte van 74m is hij de grootste FPU tot nu toe.